# La venganza de la Petra
La venganza de la Petra, subtitulada Donde las dan las toman, es una obra de teatro de Carlos Arniches estrenada en Madrid el 13 de abril de 1917.

## Argumento
Manolo y Petra son un matrimonio lleno de problemas. Él es un vividor que descuida por completo la atención a su esposa. Ésta decide tramar su venganza, con el objetivo último de recuperar a su esposo. Para ello su padre Nicomedes, su madre Nicanora y su criada Eudosia colaborarán con ella. 

## Representaciones destacadas
- Teatro (Estreno, 1917). Intérpretes: Loreto Prado (Petra), Enrique Chicote (Nicomedes).
- Televisión (6 de junio de 1965, en el espacio de TVE, Teatro de humor). Dirección: Domingo Almendros. Intérpretes: José Bódalo, Elisa Ramírez, Laly Soldevila, Manuel Salguero, Alfonso Gallardo.
- Teatro (1979). Intérpretes: Adrián Ortega, María Kosty (sustituida luego por María Elías), María Garralón, Rosario García Ortega, Juan José Otegui, Charo Valle.
- Teatro (1991-1994). Intérpretes: Rafael Castejón, Francisco Cecilio, Rosa Valenty, Marisa Porcel, Tito Medrano, Mary Begoña.
- Teatro (2002). Dirección: Fernando Navarrete. Intérpretes: Francisco Cecilio, Marta Valverde, Paloma Cela, Antonio Vico, Pedro Valentín, Marisol Ayuso.
- Teatro (2006). Dirección: José Luis Moreno. Intérpretes: Andoni Ferreño (Manolo), Isabel Pintor (Petra), Silvia Gambino (Eudosia), Luis Perezagua (Nicomedes), María Garralón (Nicanora), Ricardo Arroyo, Marisol Ayuso.
- Teatro (2011). Dirección: Mª José Granados. Intérpretes: Nuria Navarro Manzanera (Eudosia), Cristian Rodríguez López (Nicomedes), Eva Rodríguez Marín (Conesa), Mª Esperanza Marín Sánchez (Nicanora), Elena Zapata (Manolo), Marta Gil (Petra), Leticia Fajardo (Bibiano), Esperanza Fernández (Raimunda), Verónica Furio (Tufitos), María del Amor (Jesús).

- Teatro (2012). Dirección: José Luis Gago. Intérpretes: Didier Otaola (Manolo), Ruth Terán (Petra), Naty Martín (Eudosia), José Luis Gago (Nicomedes), Natalia Jara (Nicanora), Adolfo Pastor (Bibiano), Estrella Blanco (Raimunda), Víctor Benedé (Conesa), Edgar Sánchez (Tufitos/Jesús).